# Casimir Lesage
Pour les articles homonymes, voir Lesage.
Casimir Lesage, né le 19 décembre 1835 à Vornay (Cher) et décédé le 9 décembre 1922 à Dun-sur-Auron (Cher), est un homme politique français.

## Biographie
Maire de Verneuil et conseiller général du canton de Dun-sur-Auron, il est député du Cher de 1885 à 1889 et de 1893 à 1910. Il siège au centre-gauche et soutient les ministères opportunistes. Il s'occupe d'agriculture et de droit du travail.
C'est sur sa proposition que Dun-le-Roi a été rebaptisé Dun-sur-Auron